# Olympische Sommerspiele 1988/Rudern
Bei den Olympischen Sommerspielen 1988 in Seoul fanden 14 Wettkämpfe im Rudern statt, davon acht für Männer und sechs für Frauen.

## Bilanz

### Medaillenspiegel
| Platz | Land               | Gold | Silber | Bronze | Gesamt |
| ----- | ------------------ | ---- | ------ | ------ | ------ |
| 1     | DDR                | 8    | 1      | 1      | 10     |
| 2     | Italien            | 2    | –      | –      | 2      |
| 3     | Rumänien           | 1    | 4      | 2      | 7      |
| 4     | BR Deutschland     | 1    | 1      | 1      | 3      |
| 5     | Großbritannien     | 1    | –      | 1      | 2      |
| 6     | Niederlande        | 1    | –      | –      | 1      |
| 7     | Sowjetunion        | –    | 2      | 1      | 3      |
| 7     | Vereinigte Staaten | –    | 2      | 1      | 3      |
| 9     | Bulgarien          | –    | 1      | 2      | 3      |
| 10    | China              | –    | 1      | 1      | 2      |
| 11    | Norwegen           | –    | 1      | –      | 1      |
| 11    | Schweiz            | –    | 1      | –      | 1      |
| 13    | Neuseeland         | –    | –      | 3      | 3      |
| 14    | Jugoslawien        | –    | –      | 1      | 1      |

### Medaillengewinner
| Konkurrenz             | Gold | Silber | Bronze |
| ---------------------- | --- | --- | --- |
| Einer                  | Thomas Lange | Peter-Michael Kolbe | Eric Verdonk |
| Doppelzweier           | Niederlande Nico Rienks Ronald Florijn | Schweiz Beat Schwerzmann Ueli Bodenmann | Sowjetunion Oleksandr Martschenko Wassili Jakuscha                                                                                            |
| Zweier ohne Steuermann | Großbritannien Andrew Holmes Steven Redgrave | Rumänien Dănuț Dobre Dragoș Neagu | Jugoslawien Sadik Mujkič Bojan Prešern |
| Zweier mit Steuermann  | Italien Carmine Abbagnale Giuseppe Abbagnale Giuseppe Di Capua                                                                                                | DDR Mario Streit Detlef Kirchhoff René Rensch | Großbritannien Andrew Holmes Steven Redgrave Patrick Sweeney                                                                                  |
| Doppelvierer           | Italien Agostino Abbagnale Davide Tizzano Gianluca Farina Piero Poli                                                                                          | Norwegen Alf Hansen Rolf Thorsen Lars Bjønness Vetle Vinje | DDR Jens Köppen Steffen Zühlke Steffen Bogs Heiko Habermann                                                                                   |
| Vierer ohne Steuermann | DDR Roland Schröder Thomas Greiner Ralf Brudel Olaf Förster                                                                                                   | Vereinigte Staaten Raoul Rodriguez Thomas Bohrer Richard Kennelly David Krmpotich                                                                                    | BR Deutschland Norbert Keßlau Volker Grabow Jörg Puttlitz Guido Grabow                                                                        |
| Vierer mit Steuermann  | DDR Karsten Schmeling Bernd Niesecke Bernd Eichwurzel Frank Klawonn Hendrik Reiher                                                                            | Rumänien Dimitrie Popescu Ioan Șnep Vasile Tomoiagă Ladislau Lovrenschi Valentin Robu                                                                                | Neuseeland Christopher White Ian Wright Andrew Bird Gregory Johnston George Keys                                                              |
| Achter                 | BR Deutschland Thomas Möllenkamp Matthias Mellinghaus Armin Eichholz Eckhardt Schultz Ansgar Wessling Wolfgang Maennig Bahne Rabe Thomas Domian Manfred Klein | Sowjetunion Wiktor Omeljanowytsch Wassili Tichonow Andrei Wassiljew Pawlo Hurkowskyj Mykola Komarow Weniamin But Wiktor Diduk Alexander Dumtschew Alexander Lukjanow | Vereinigte Staaten Michael Teti Jon Smith Edward Patton John Rusher Peter Nordell Jeffrey McLaughlin Douglas Burden John Pescatore Seth Bauer |

| Konkurrenz             | Gold | Silber | Bronze |
| ---------------------- | --- | --- | --- |
| Einer                  | Jutta Behrendt | Anne Marden | Magdalena Georgiewa                                                                                          |
| Doppelzweier           | DDR Birgit Peter Martina Schröter                                                                                                   | Rumänien Elisabeta Lipă Veronica Cogeanu | Bulgarien Stefka Madina Violeta Ninowa                                                                       |
| Zweier ohne Steuerfrau | Rumänien Rodica Arba Olga Homeghi                                                                                                   | Bulgarien Radka Stojanowa Lalka Berberowa                                                                                                   | Neuseeland Nicola Payne Lynley Hannen                                                                        |
| Doppelvierer           | DDR Kerstin Förster Kristina Mundt Beate Schramm Jana Sorgers                                                                       | Sowjetunion Iryna Kalimbet Switlana Masij Inna Frolowa Antonina Dumtschewa                                                                  | Rumänien Anișoara Bălan Anișoara Minea Veronica Cogeanu Elisabeta Lipă                                       |
| Vierer mit Steuerfrau  | DDR Martina Walther Gerlinde Doberschütz Carola Hornig Birte Siech Sylvia Müller                                                    | China Zhang Xianghua Hu Yadong Yang Xiao Zhou Shouying Li Ronghua                                                                           | Rumänien Marioara Trașcă Veronica Necula Herta Anitaș Doina Bălan Ecaterina Oancia                           |
| Achter                 | DDR Annegret Strauch Judith Zeidler Kathrin Haacker Ute Wild Anja Kluge Ramona Balthasar Beatrix Schröer Ute Stange Daniela Neunast | Rumänien Doina Bălan Marioara Trașcă Veronica Necula Herta Anitaș Adriana Bazon Mihaela Armășescu Olga Homeghi Rodica Arba Ecaterina Oancia | China Han Yaqin He Yanwen Hu Yadong Li Ronghua Yang Xiao Zhang Xianghua Zhang Yali Zhou Shouying Zhou Xiuhua |

## Ergebnisse

### Männer

#### Einer
| Platz | Land | Sportler            | Zeit (min)            |
| ----- | ---- | ------------------- | --------------------- |
| 1     | GDR  | Thomas Lange        | 6:49,86               |
| 2     | FRG  | Peter-Michael Kolbe | 6:54,77               |
| 3     | NZL  | Eric Verdonk        | 6:58,66               |
| 4     | AUS  | Hamish McGlashan    | 7:01,43               |
| 5     | POL  | Kajetan Broniewski  | 7:03,67               |
| 6     | USA  | Andrew Sudduth      | 7:11,45               |
| 7     | FIN  | Pertti Karppinen    | 7:34,47 (im B-Finale) |
| 8     | URS  | Jüri Jaanson        | 7:35,09 (im B-Finale) |

Datum: 24. September 1988, 2:53 Uhr

#### Doppelzweier
| Platz | Land | Sportler                               | Zeit (min)            |
| ----- | ---- | -------------------------------------- | --------------------- |
| 1     | NED  | Nico Rienks Ronald Florijn             | 6:21,13               |
| 2     | SUI  | Beat Schwerzmann Ueli Bodenmann        | 6:22,59               |
| 3     | URS  | Oleksandr Martschenko Wassili Jakuscha | 6:22,87               |
| 4     | FRG  | Christian Händle Ralf Thienel          | 6:24,97               |
| 5     | GDR  | Uwe Heppner Uwe Mund                   | 6:26,20               |
| 6     | DEN  | Bjarne Eltang Per Rasmussen            | 6:26,98               |
| 7     | ESP  | José Manuel Bermúdez Manuel Vera       | 7:02,34 (im B-Finale) |
| 8     | BUL  | Wasil Radew Daniel Jordanow            | 7:04,39 (im B-Finale) |

Finale am 24. September

#### Zweier ohne Steuermann
| Platz | Land | Sportler                          | Zeit (min)            |
| ----- | ---- | --------------------------------- | --------------------- |
| 1     | GBR  | Andrew Holmes Steven Redgrave     | 6:36,84               |
| 2     | ROU  | Dănuț Dobre Dragoș Neagu          | 6:38,06               |
| 3     | YUG  | Sadik Mujkič Bojan Prešern        | 6:41,01               |
| 4     | BEL  | Wim van Belleghem Alain Lewuillon | 6:45,47               |
| 5     | GDR  | Carl Ertel Uwe Gasch              | 6:48,86               |
| 6     | URS  | Waleryj Wyrwitsch Ihar Subarenka  | 6:51,11               |
| 7     | FRG  | Frank Dietrich Michael Twittmann  | 7:19,48 (im B-Finale) |
| 8     | FRA  | Laurent Lacasa Alex Perahia       | 7:22,36 (im B-Finale) |

Finale am 24. September

#### Zweier mit Steuermann
| Platz | Land | Sportler                                                      | Zeit (min)            |
| ----- | ---- | ------------------------------------------------------------- | --------------------- |
| 1     | ITA  | Carmine Abbagnale Giuseppe Abbagnale Giuseppe Di Capua (Stm.) | 6:58,79               |
| 2     | GDR  | Mario Streit Detlef Kirchhoff René Rensch (Stm.)              | 7:00,63               |
| 3     | GBR  | Andrew Holmes Steven Redgrave Patrick Sweeney (Stm.)          | 7:01,95               |
| 4     | ROU  | Dimitrie Popescu Vasile Tomoiagă Ladislau Lovrenschi (Stm.)   | 7:02,60               |
| 5     | BUL  | Atanas Andreew Emil Grojzew Stefan Stojkow (Stm.)             | 7:03,04               |
| 6     | URS  | Roman Kasanzew Andrei Korikow Andrei Lipski (Stm.)            | 7:06,07               |
| 7     | TCH  | Jan Kabrhel Milan Škopek Jiří Pták (Stm.)                     | 7:11,30 (im B-Finale) |
| 8     | YUG  | Milan Janša Sašo Mirjanič Roman Ambrožič (Stm.)               | 7:15,82 (im B-Finale) |

Finale am 25. September

#### Doppelvierer
| Platz | Land | Sportler                                                              | Zeit (min)            |
| ----- | ---- | --------------------------------------------------------------------- | --------------------- |
| 1     | ITA  | Agostino Abbagnale Davide Tizzano Gianluca Farina Piero Poli          | 5:53,37               |
| 2     | NOR  | Alf Hansen Rolf Thorsen Lars Bjønness Vetle Vinje                     | 5:55,08               |
| 3     | GDR  | Jens Köppen Steffen Zühlke Steffen Bogs Heiko Habermann               | 5:56,13               |
| 4     | URS  | Sergei Kinjakin Pawel Krupko Oleksandr Saskalko Juri Selikowitsch     | 5:57,18               |
| 5     | AUS  | Peter Antonie Richard Powell Paul Reedy Brenton Terrell               | 5:59,15               |
| 6     | FRG  | Georg Agrikola Christoph Galandi Oliver Grüner Andreas Reinke         | 5:59,59               |
| 7     | POL  | Sławomir Cieślakowski Andrzej Krzepiński Mirosław Mruk Tomasz Świątek | 5:55,39 (im B-Finale) |
| 8     | NED  | Robert Bakker Herman van den Eerenbeemt Hans Kelderman Jürgen Nelis   | 5:55,72 (im B-Finale) |

Finale am 25. September

#### Vierer ohne Steuermann
| Platz | Land | Sportler                                                             | Zeit (min)            |
| ----- | ---- | -------------------------------------------------------------------- | --------------------- |
| 1     | GDR  | Roland Schröder Thomas Greiner Ralf Brudel Olaf Förster              | 6:03,11               |
| 2     | USA  | Raoul Rodriguez Thomas Bohrer Richard Kennelly David Krmpotich       | 6:05,53               |
| 3     | FRG  | Norbert Keßlau Volker Grabow Jörg Puttlitz Guido Grabow              | 6:06,22               |
| 4     | GBR  | Simon Berrisford Mark Buckingham Peter Mulkerrins Stephen Peel       | 6:06,74               |
| 5     | ITA  | Sergio Caropreso Carlo Gaddi Pasquale Marigliano Valter Molea        | 6:09,55               |
| 6     | URS  | Nikolai Pimenow Juri Pimenow Sergei Smirnow Iwan Wisotskij           | 11:03,77              |
| 7     | NZL  | Campbell Clayton-Greene Geoff Cotter Bill Coventry Neil Gibson       | 6:04,74 (im B-Finale) |
| 8     | FRA  | Pascal Bahuaud Dominique Lecointe Jean-Jacques Martigne Olivier Pons | 6:08,60 (im B-Finale) |

Finale am 25. September

#### Vierer mit Steuermann
| Platz | Land | Sportler                                                                              | Zeit (min)            |
| ----- | ---- | ------------------------------------------------------------------------------------- | --------------------- |
| 1     | GDR  | Karsten Schmeling Bernd Niesecke Bernd Eichwurzel Frank Klawonn Hendrik Reiher (Stm.) | 6:10,74               |
| 2     | ROU  | Dimitrie Popescu Ioan Șnep Vasile Tomoiagă Valentin Robu Ladislau Lovrenschi (Stm.)   | 6:13,58               |
| 3     | NZL  | Christopher White Ian Wright Gregory Johnston George Keys Andrew Bird (Stm.)          | 6:15,78               |
| 4     | GBR  | Adam Clift Martin Cross John Garrett John Maxey Vaughan Thomas (Stm.)                 | 6:18,08               |
| 5     | USA  | Tom Darling Chris Huntington John Terwilliger John Walters Mark Zembsch (Stm.)        | 6:18,47               |
| 6     | YUG  | Vladimir Banjanac Zlatko Celent Sead Marušić Lazo Pivač Dario Varga (Stm.)            | 6:23,28               |
| 7     | FRG  | Roland Baar Wolfgang Klapheck Christoph Korte Andreas Lütkefels Martin Ruppel (Stm.)  | 6:42,65 (im B-Finale) |
| 8     | TCH  | Milan Doleček Petr Hlídek Dušan Macháček Michal Šubrt Oldřich Hejdušek (Stm.)         | 6:43,64 (im B-Finale) |

Finale am 24. September

#### Achter
| Platz | Land | Sportler | Zeit (min)            |
| ----- | ---- | --- | --------------------- |
| 1     | FRG  | Thomas Möllenkamp, Matthias Mellinghaus, Armin Eichholz, Eckhardt Schultz, Ansgar Wessling, Wolfgang Maennig, Bahne Rabe, Thomas Domian, Manfred Klein (Stm.)           | 5:46,05               |
| 2     | URS  | Wiktor Omeljanowytsch, Wassili Tichonow, Andrei Wassiljew, Pawlo Hurkowskyj, Mykola Komarow, Weniamin But, Wiktor Diduk, Alexander Dumtschew, Alexander Lukjanow (Stm.) | 5:48,01               |
| 3     | USA  | Michael Teti, Jon Smith, Edward Patton, John Rusher, Peter Nordell, Jeffrey McLaughlin, Douglas Burden, John Pescatore, Seth Bauer (Stm.)                               | 5:48,26               |
| 4     | GBR  | Peter Beaumont, Nicholas Burfitt, Terence Dillon, Salih Hassan, Anton Obholzer, Richard Stanhope, Gavin Stewart, Stephen Turner, Simon Jefferies (Stm.)                 | 5:51,59               |
| 5     | AUS  | Andrew Cooper, Mark Doyle, Stephen Evans, James Galloway, Mike McKay, Hamish McLachlan, Ion Popa, James Tomkins, Dale Caterson (Stm.)                                   | 5:53,73               |
| 6     | CAN  | Andrew Crosby, Jason Dorland, Grant Main, Kevin Neufeld, Jamie Schaffer, Paul Steele, Don Telfer, John Wallace, Brian McMahon (Stm.)                                    | 5:54,26               |
| 7     | ITA  | Antonio Baldacci, Ettore Bulgarelli, Piero Carletto, Giuseppe Di Palo, Renato Gaeta, Giovanni Suarez, Annibale Venier, Franco Zucchi, Dino Lucchetta (Stm.)             | 5:41,15 (im B-Finale) |
| 8     | BUL  | Rumen Alexiew, Emil Bondew, Juri Djulgerow, Iwo Gelow, Dimitar Kamburski, Iwan Stanew, Dimitar Tontschew, Nikola Slatanow, Wenzeslaw Kantschew (Stm.)                   | 5:49,99 (im B-Finale) |

Finale am 25. September

### Frauen

#### Einer
| Platz | Land | Sportlerin            | Zeit (min)            |
| ----- | ---- | --------------------- | --------------------- |
| 1     | GDR  | Jutta Behrendt        | 7:47,19               |
| 2     | USA  | Anne Marden           | 7:50,28               |
| 3     | BUL  | Magdalena Georgiewa   | 7:53,65               |
| 4     | NED  | Harriet van Ettekoven | 7:57,29               |
| 5     | ROU  | Mărioara Popescu      | 7:59,44               |
| 6     | DEN  | Inger Pors Olsen      | 7:59,77               |
| 7     | GRE  | Tonia Svaier          | 7:57,73 (im B-Finale) |
| 8     | URS  | Natalіja Kwascha      | 8:00,73 (im B-Finale) |

Finale am 25. September

#### Doppelzweier
| Platz | Land | Sportlerinnen                         | Zeit (min)            |
| ----- | ---- | ------------------------------------- | --------------------- |
| 1     | GDR  | Birgit Peter Martina Schröter         | 7:00,48               |
| 2     | ROU  | Elisabeta Lipă Veronica Cogeanu       | 7:04,36               |
| 3     | BUL  | Stefka Madina Violeta Ninowa          | 7:06,03               |
| 4     | URS  | Maryja Omeljanowytsch Marina Schukowa | 7:12,67               |
| 5     | CHN  | Cao Mianying Guo Mei                  | 7:18,69               |
| 6     | USA  | Monica Havelka Cathy Thaxton-Tippett  | 7:21,28               |
| 7     | CAN  | Silken Laumann Kay Worthington        | 8:03,56 (im B-Finale) |
| 8     | SWE  | Maria Brandin Carina Gustavsson       | 8:09,35 (im B-Finale) |

Finale am 24. September

#### Zweier ohne Steuerfrau
| Platz | Land | Sportlerinnen                    | Zeit (min)            |
| ----- | ---- | -------------------------------- | --------------------- |
| 1     | ROU  | Rodica Arba Olga Homeghi         | 7:28,13               |
| 2     | BUL  | Radka Stojanowa Lalka Berberowa  | 7:31,95               |
| 3     | NZL  | Nicola Payne Lynley Hannen       | 7:35,68               |
| 4     | GDR  | Kerstin Spittler Katrin Schröder | 7:40,47               |
| 5     | URS  | Marina Smorodina Sarmīte Stone   | 7:53,19               |
| 6     | USA  | Barbara Kirch Mara Keggi         | 7:56,27               |
| 7     | CAN  | Kirsten Barnes Sarah Ann Ogilvie | 8:09,10 (im B-Finale) |
| 8     | GBR  | Alison Bonner Kim Thomas         | 8:15,20 (im B-Finale) |

Finale am 24. September

#### Doppelvierer
| Platz | Land | Sportlerinnen                                                                | Zeit (min)            |
| ----- | ---- | ---------------------------------------------------------------------------- | --------------------- |
| 1     | GDR  | Kerstin Förster Kristina Mundt Beate Schramm Jana Sorgers                    | 6:21,06               |
| 2     | URS  | Iryna Kalimbet Switlana Masij Inna Frolowa Antonina Dumtschewa               | 6:23,47               |
| 3     | ROU  | Anișoara Bălan Anișoara Minea Veronica Cogeanu Elisabeta Lipă                | 6:23,81               |
| 4     | BUL  | Galina Anachriewa Pawlina Christowa Krasimira Tochewa Iskra Welinowa         | 6:24,10               |
| 5     | TCH  | Hana Krejčová Blanka Mikysková Ľubica Novotníková-Kurhajcová Irena Soukupová | 6:41,86               |
| 6     | BEL  | Annelies Bredael Lucia Focque Ann Haesebrouck Marie-Anne Vandermoere         | 6:43,79               |
| 7     | NED  | Jos Compaan Marjan Pentenga Nicolette Wessel Marijke Zeekant                 | 6:38,70 (im B-Finale) |
| 8     | HUN  | Erika Bertényi Ildikó Cserey Anikó Kapócs Katalin Sarlós                     | 6:40,91 (im B-Finale) |

Finale am 25. September

#### Vierer mit Steuerfrau
| Platz | Land | Sportlerinnen                                                                          | Zeit (min)            |
| ----- | ---- | -------------------------------------------------------------------------------------- | --------------------- |
| 1     | GDR  | Martina Walther Gerlinde Doberschütz Carola Hornig Birte Siech Sylvia Müller (Stf.)    | 6:56,00               |
| 2     | CHN  | Zhang Xianghua Hu Yadong Yang Xiao Zhou Shouying Li Ronghua (Stf.)                     | 6:58,78               |
| 3     | ROU  | Marioara Trașcă Veronica Necula Herta Anitaș Doina Bălan Ecaterina Oancia (Stf.)       | 7:01,13               |
| 4     | BUL  | Swetla Durchowa Miglena Michalewa Teodora Sarewa Violeta Sarewa Greta Georgiewa (Stf.) | 7:02,27               |
| 5     | USA  | Elizabeth Bradley Jennifer Corbet Cynthia Eckert Sarah Gengler Kim Santiago (Stf.)     | 7:09,12               |
| 6     | GBR  | Joanne Gough Kate Grose Fiona Johnston Susan Smith Alison Norrish (Stf.)               | 7:10,80               |
| 7     | CAN  | Heather Clarke Tricia Smith Jane Tregunno Jennifer Doey Lesley Thompson (Stf.)         | 7:19,86 (im B-Finale) |
| 8     | POL  | Elżbieta Jankowska Czesława Kościańska Elwira Lorenz Zyta Jarka Grażyna Błąd (Stf.)    | 7:22,59 (im B-Finale) |

Finale am 24. September

#### Achter
| Platz | Land | Sportlerinnen | Zeit (min)                 |
| ----- | ---- | --- | -------------------------- |
| 1     | GDR  | Annegret Strauch, Judith Zeidler, Kathrin Haacker, Ute Wild, Anja Kluge, Ramona Balthasar, Beatrix Schröer, Ute Stange, Daniela Neunast (Stf.)                                        | 6:15,17                    |
| 2     | ROU  | Doina Bălan, Marioara Trașcă, Veronica Necula, Herta Anitaș, Adriana Bazon, Mihaela Armășescu, Olga Homeghi, Rodica Arba, Ecaterina Oancia (Stf.)                                     | 6:17,44                    |
| 3     | CHN  | Han Yaqin, He Yanwen, Hu Yadong, Yang Xiao, Zhang Xianghua, Zhang Yali, Zhou Shouying, Zhou Xiuhua, Li Ronghua (Stf.)                                                                 | 6:21,83                    |
| 4     | URS  | Lidija Awerianowa, Sandra Brazauskaitė, Natalija Fedorenko, Olena Puchajewa, Nadeschda Sugako, Margarita Teselko, Sarija Sakirowa, Marina Nikolajewna Snak, Aušra Gudeliūnaitė (Stf.) | 6:22,35                    |
| 5     | BUL  | Newjana Iwanowa, Daniela Oronowa, Olja Stoitschkowa, Mariana Stojanowa, Rita Todorowa, Todorka Wassilewa, Teodora Sarewa, Violeta Sarewa, Greta Georgiewa (Stf.)                      | 6:25,02                    |
| 6     | USA  | Susan Broome, Christine Campbell, Peg Mallery, Stephanie Maxwell-Pierson, Abigail Peck, Anna Seaton, Alison Townley, Juliet Thompson, Betsy Beard (Stf.)                              | 6:26,66                    |
| 7     | FRG  | Ingeburg Schwerzmann, Meike Holländer, Elke Markwort, Gabriele Mehl, Cerstin Petersmann, Katrin Petersmann, Kerstin Rehders, Anja Schäfer, Kerstin Peters (Stf.)                      | 6:12,70 (im Hoffnungslauf) |

Finale am 25. September